# Lớp lipid kép
Lớp kép lipid hay lớp lipid kép là màng hay một vùng của màng chứa các phân tử lipid, thường là phospholipid. Lớp kép lipid là thành phần quan trọng của tất cả các loại màng sinh học, kể cả màng tế bào.

## Cấu trúc và chức năng
Các lipid chính có ở màng sinh học ở động vật có vú là phospholipid (với hai loại chính là phosphoglyceride, và sphingomyelin), glycosphingolipid và cholesterol. Các lipid ở màng đều chứa những vùng kị nước (không tan trong nước nhưng tan trong dầu) và ưa nước (tan trong nước nhưng không tan trong dầu).
Trong môi trường nước, các phân tử lưỡng tính với nước thường tự tổ chức ở trạng thái bền về nhiệt động; chẳng hạn như cấu trúc micelle: vùng kị nước được che chắn khỏi nước, trong khi vùng ưa nước được nhúng vào môi trường nước.
Màng kép sinh học có khả năng thoả mãn yêu cầu về nhiệt động của các phân tử lưỡng tính đối với nước khi ở trong môi trường nước. Màng kép có cấu trúc như một tấm trong đó vùng kị nước của các phospholipid được che chắn khỏi môi trường nước, còn vùng ưa nước được nhúng vào nước. Chỉ có các đầu tận cùng hoặc bờ của các tấm này có thể phải tiếp xúc với môi trường không thuận lợi, nhưng các bờ này có thể tự cuốn lại thành túi kín. Màng kép đóng kín là một đặc tính quan trọng cho màng sinh học. Nó không thấm hầu hết các phân tử tan trong nước vì chúng không tan trong phần lõi kị nước của màng kép.
Các khí như ôxi, CO2 và nitơ - là những phân tử nhỏ hầu như không tương tác với dung môi - sẵn sàng khuếch tán qua vùng kị nước của màng. Các phân tử dẫn xuất từ lipid như hormone steroid, cũng dễ dàng đi ngang qua màng. Các phân tử hữu cơ không điện giải có mức khuếch tán khác nhau tuỳ thuộc vào hệ số phân chia dầu-nước (oil-water partition coefficient); phân tử càng tan trong lipid thì mức độ khuếch tán qua màng càng cao.
Các phân tử không tan trong lipid qua màng nhờ các kênh protein, đối với các ion hay phân tử nhỏ, hay protein vận chuyển, đối với các phân tử lớn hơn.